# إبراهيم شراحيلي
أبراهيم علي شراحيلي لاعب سعودي .

## مسيرة اللاعب
مثل المنتخب السعودي الأولمبي و لاعب نادي النصر سابقاً واعير لنادي الرائد لموسم واحد وساهم مع زملائه في الحصول على كأس الأمير فيصل بن فهد موسم 2007 - 2008 وهو يعتبر لاعب مميز, يمتلك السرعة والمهارة ولدية نزعة دفاعية وهجومية ويلعب بمركز الظهير الأيمن،.
لعب بعد الرائد لأندية الشعلة و الرياض و الدرعية .

## الحياة الشحصية
وهو أخو اللاعب شايع شراحيلي وقريب اللاعبين أحمد شراحيلي ورياض شراحيلي ومتعب شراحيلي .

## روابط خارجية
- إبراهيم شراحيلي على موقع Soccerway.com (الإنجليزية)